# Banaz (district)
Banaz is een Turks district in de provincie Uşak en telt 38.594 inwoners (2007). Het district heeft een oppervlakte van 1.031,89 km². Hoofdplaats is Banaz
De bevolkingsontwikkeling van het district is weergegeven in onderstaande tabel.

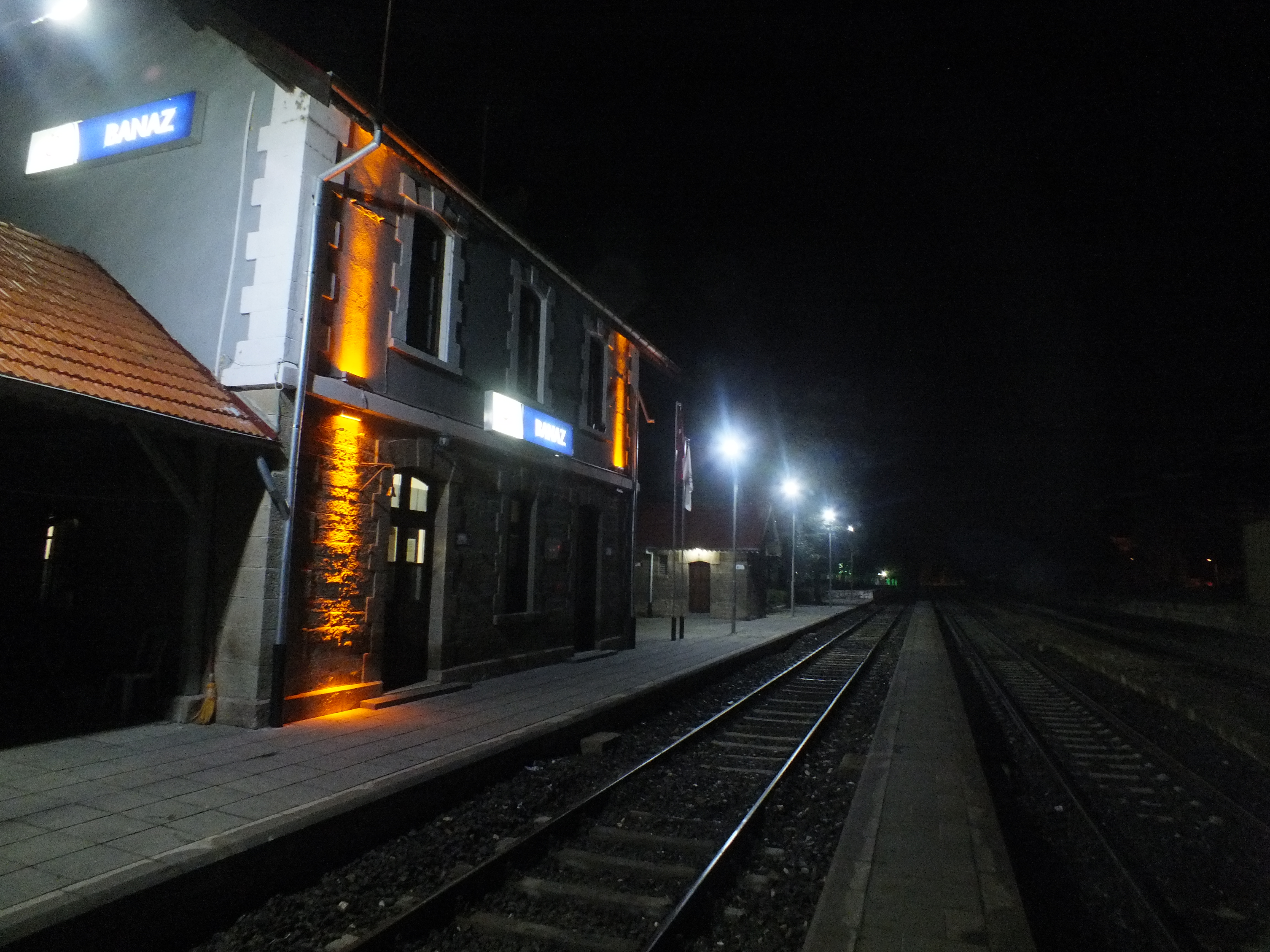
Banaz train station

| 1997   | 2000   | 2007   |
| ------ | ------ | ------ |
| 42.911 | 43.350 | 38.594 |

## Plaatsen in het district
Ahat • Alaba • Ayrancı • Ayvacık • Bağkonak • Bahadır • Balcıdamı • Baltalı • Banaz • Burhaniye • Çorum • Çamsu • Çiftlik • Çöğürlü • Derbent • Dümenler • Düzkışla • Düzlüce • Gedikler • Güllüçam • Gürlek • Halaçlar • Hasanköy • Hatipler • Kaplangı • Karacahisar • Karaköse • Kavacık • Kayılı • Kızılcaören • Kızılhisar • Kuşdemir • Küçükler • Küçükoturak-Küçük Halaçlar • Muratlı • Ovacık • Öksüz • Paşacık • Reşadiye • Susuz • Şaban • Ulupınar • Yazıtepe • Yenice • Yeşilyurt